# 法律商谈理论
作为现代法哲学的一支，法律商谈理论致力于在法学领域中运用一般商谈理论的猜想、规则和原则，认为“正确或公正的法”（richtiges Recht）来自于某一特定程序，即理性的商谈。因此它又被称为实体性的程序法理论，同时它也是自然法或理性法的、形式上的或通常是法律实证主义的正义论。
这一理论的主要奠基人为哈贝马斯和阿列克西。

## 一般商谈理论
正如哈贝马斯在他的《交流行为论》（Theorie des kommunikativen Handelns）一书中所指出的，在形成商谈理论过程中起根本作用的是对语言和沟通的一种特定的观点。在此应区分两种行为，即遵循规则的、以交流为导向的交流行为（也被称作言语行为，Sprechakten），和以自身利益为导向的策略行为（stragegischen Handeln）。根据这一观点，策略行为依附于交流行为，并描绘了言谈之原型。根据谈话内容的不同，谈话人在言谈中通常会对（命题的）真实性、（规范的）正当性和（主体的）可证实性及其否定提出有效性要求；若以上这一目标无法实现，则遑论“达成一致”。这就是商谈的出发点，它将有效性要求的提出和批判问题化，并行使了“交流行为之上诉庭”的职责。通过确立某些在谈话中必然的、无法避免的且为所有谈话参与者认可的条件，商谈行为确保了各方取得共识的可能性。这些条件暂时地形成了“商谈规则”，并以设立一个“理想的言谈环境”为目标。这一环境应仅由“达到更充分的论辩之压力，及在合作中寻找真理的动力”为主导。

## 真理共识论
参见真理共识论

## 由商谈行为论证规则
在法学领域运用这一原则时，若某一法律是由合法程序产生的，就可以称其为“真实的/正确的/公正的”（wahr/richtig/gerecht）。规则的合法性取决于“是否在商谈中可以解决关于其有效性要求的问题”和“是否通过一种理性的立法程序产生，或至少可能在实用主义的、伦理的或道德的立场上显示其正确性”。

## 法学商谈行为
在法学商谈行为中，尤其是在作出判决或进行立法时，不可能存在无权威的情况，相反，这些行为受法律、法教义学或判例的制约。因此，在法学中运用商谈行为的理论时，应对其作出某些变通，使得判决也可以通过上述条件证立。阿列克西通过他的“特殊情形论”来实行这一变通。他认为，与一般商谈行为相比，法学商谈行为关注的是某一判决在有效的法律条文框架下是否能合理证立的问题。它起码要具有一定的合法性：即这一法条在体系化系统中的道德正确性，它是否根据立法程序的讨论确立，以及这一判决是否由法官作出。

## 反对意见
对这一理论的反对意见可分为两方面，一是对其基础理论，即一般商谈理论的批评，二是对其特殊前提，即对其在法学领域中运用的批评。至于对其中“正确的或公正的法”这一概念的批评则集中于，商谈理论是否能充分论证其排他性要求。另外，学术上仍存疑的是，哈贝马斯和阿列克西提出的一般商谈理论和论证前提是否真的可以证立。